# Дайхацу
Дайхацу (на английски: Daihatsu Motor Co., Ltd.; на японски: ダイハツ工業株式会社) е японска компания, произвеждаща автомобили. Това е един от най-старите японски производители на двигатели с вътрешно горене. Известна е най-вече с производството си на микроавтомобили (кей-кар), леки коли и офроуд превозни средства. Седалището на компанията е в град Икеда, префектура Осака. От август 2016 г. се притежава изцяло от Тойота.

## История
Дайхацу е основана през март 1951 г. като наследник на компанията Хацудоки Сейдзо (основана през 1907 г.). Създаването на компанията като цяло е повлияно от инженерния факултет на Осакския университет, като основната ѝ цел е разработването на бензинови двигатели за малки електроцентрали. До 1930-те години, когато е разработен прототип на триколесен камион, основният фокус на компанията са парните двигатели за националната железница. След това фокусът ѝ се измества към локомотивните дизелови двигатели, сътруднически си с още няколко компании. Основен неин конкурент по това време е японската компания Янмар.
След голямото си преструктуриране през 1950-те години, Дайхацу започва да изследва европейския пазар през 1960-те години. Там компанията пожънва голям успех чак през 1980-те години. В Япония, много от малките модели превозни средства на Дайхацу става известни като кей-кар.
Дайхацу е независим автомобилен производител до 1967 г., когато Тойота купува голяма част от акциите ѝ. Според Тойота, банкер от Дайхацу установява връзка с тях първи. Дайхатцу навлиза на американския пазар през 1987 г., но спира продажбите си там през 1992 г. През 1995 г. Тойота увеличава дяла си в компанията от 16,8% до 33,4%, изкупувайки акциите на банки и застрахователни компании. По това време компанията произвежда миниавтомобили и малки леки коли по договор за Тойота. Тъй като Тойота държи повече от 1/3 от акциите, може да налага вето на резолюциите на годишните събрания. През 1998 г. Тойота вече държи 51,2% от компанията, придобивайки акциите на финансови институции.
През януари 2011 г. Дайхацу обявява, че ще изтегли бизнеса си от Европа до 2013 г., изтъквайки като причина силата на японската йена, което прави печалбата на компанията от износ трудна задача. След финансовата криза от 2007 – 2008 г., продажбите на Дайхацу в Европа се сриват от 58 000 към 2007 г. до 12 000 към 2011 г. Пак през 2011 г. Дайхацу инвестира 20 млрд. йени (238,9 млн. долара) в Индонезия за построяване на завод за производство на нискобюджетни коли. Той започва работа в края на 2012 г.
През август 2016 г. Дайхацу е напълно придобита като дъщерна компания на Тойота.